# Jules Munshin
Jules Munshin (22 de febrero de 1915 – 19 de febrero de 1970) fue un actor y artista de vodevil de nacionalidad estadounidense.

## Biografía
Nacido en la ciudad de Nueva York, ganó la fama como actor teatral representando en el circuito de Broadway la obra Call Me Mister. Otros trabajos teatrales de Munshin fueron The Gay Life y Barefoot in the Park.
Aunque Munshin disfrutó del éxito en musicales de MGM como Easter Parade y Take Me Out to the Ball Game, el público siempre le recordará como uno de los tres marineros (los otros eran Gene Kelly y Frank Sinatra) cantando "New York, New York" en el film Un día en Nueva York (1949). Otro de sus papeles destacados fue el de Bibinski, un comisario ruso en La bella de Moscú (1957).
Jules Munshin falleció en Nueva York en 1970, a causa de infarto agudo de miocardio, tres días antes de cumplir los 55 años de edad. Fue enterrado en el Cementerio Nacional Long Island.